# Xt:commerce
xt:Commerce es el desarrollo más conocido en el mercado europeo de osCommerce, uno de los sistemas de tienda de código abierto más conocido y más extendido. La gran aportación de xt:Commerce al funcionamiento de una tienda en línea profesional de código libre es que facilita una instalación y puesta en funcionamiento rápidos, con una instalación estándar con amplitud de funciones, especialmente útil para aquellos propietarios de tiendas en línea que no tienen experiencia en PHP. Con conocimientos de HTML se puede desarrollar diseños propios con relativa facilidad. El propietario debe de tener en cuenta que quizá requerimientos adicionales no se puedan realizar sin ayuda de desarrolladores especializados. 

## Modelo de Licencia
Se pueden obtener bajo licencia GNU General Public Licence (GPL). De esta forma se puede utilizar sin límites, se puede distribuir libremente y pueden ser adaptado a las propias necesidades. En la página de xt:Commerce se puede descargar la versión más reciente, se facilita el sistema a los así llamados "Patrocinadores" (sponsors), y donde se puede utilizar el soporte del equipo que ha desarrollado el sistema.

## Comunidad de usuarios y soporte
La comunidad de xt:Commerce está muy controlada. A través del principio de desarrollo cerrado xt:Commerce GbR, aparte de los desarrolladores no existen expertos que tomen parte en el desarrollo del sistema de tienda. En la página web de xt:Commerce existe un foro de patrocinadores, en el cual los desarrolladores dan soporte de pago (en alemán, principalmente). Existe también una amplia comunidad de desarrolladores que dan soporte a los mercados en español, inglés y chino. 

## Requisitos técnicos
Los requisitos técnicos necesarios para xt:Commerce son PHP y MySQL. PHP a partir de la versión 4.1.3, base de datos MySQL a partir de la Versión 3.23.xx, además de la biblioteca GDlib con soporte GIF, y la biblioteca cURL. Desde el punto de vista de la seguridad, es bueno que el sistema de tienda funcione con register_globals = OFF.

## Instalación
Se instala a través de un navegador web. La amplia instalación estándar (tal y como la distribuyen los fabricantes) contiene todos los módulos importantes para la puesta en funcionamiento de una tienda. Esto posibilita que la tienda se puede poner en marcha muy rápidamente. Los idiomas inglés y el alemán están incluidos en la distribución estándar, otros paquetes de idiomas se tienen que comprar aparte.

## Funciones
Se sirve con una amplia cantidad de funciones, que garantizan un funcionamiento sin obstáculos y confortable. Destaca como sistema de tienda "Out of the box" (sistema listo para usar). Su presentación en pantalla está llena de cajas (“Boxes”). El sistema de plantillas (ver Diseño y Layout (presentación en pantalla)) permite eliminar las cajas que no se necesite, o reubicarlas, con mucha facilidad. Aquí una selección de algunas funciones que solo están integradas en xt:Commerce: 

### Administración
- Un editor WYSIWYG para la descripción de productos y categorías .
- Varias imágenes por productos.
- Posicionamiento de productos en la página de inicio.
- Importación y exportación datos de productos en formato CSV.
- Gestor de contenidos (CMS) para la administración y la elaboración de las páginas de contenidos (por ejemplo: condiciones de uso, política de privacidad, contacto).
- Estadísticas de venta.
- Creación de varios administradores con diferentes derechos de acceso.

### Marketing
- Creación de grupos de clientes (p.ej. para descuentos individuales y derechos de acceso).
- Sistema de vales para regalo.
- Sistema de cupones de descuento.
- Herramienta de exportación para motores de búsqueda de precios.
- Gestor de contenidos para generar páginas de contenido.

## Diseño y Layout (presentación en pantalla)
xt:Commerce apuesta por "Smarty Template Engine", motor de plantillas muy conocido en círculos de desarrolladores. La realización de un diseño individual se simplifica así considerablemente. Incluso se pueden realizar así diferentes layouts para categorías y para productos individuales.
Referente al estándar técnico xt:Commerce, gracias al sistema de plantillas se pueden realizar layouts basados en CSS que casi no contienen tablas. Tales plantillas, así como layouts más convencionales, se pueden adquirir en línea en muchas tiendas que las hacen. 

## Ampliaciones
La instalación estándar (software tal y como lo facilitan los fabricantes) de xtCommerce y garantiza un funcionamiento sin obstáculos de la tienda. Puede surgir en algunos propietarios de tienda el deseo o la necesidad de algunas características añadidas. 
Tiene una instalación estándar muy completa, por lo que el número de ampliaciones añadidas es limitado, y en la mayoría de los casos solo se pueden utilizar previo pago. También se puede recurrir a empresas desarrolladoras especializadas para desarrollos específicos.